# 安尼施·卡普爾
安尼什·米哈伊爾·卡普爾爵士（英語：Sir Anish Mikhail Kapoor、1954年3月12日—），是一位英國-印度雕塑家，專攻裝置藝術和概念藝術。卡普爾出生於孟買，曾就讀於印度精英男子寄宿學校杜恩公學，後來移居英國，在切爾西美術學院和後來的切爾西藝術與設計學院接受藝術訓練。
他著名的公共雕塑包括芝加哥千禧公園的《雲門》；《天空之鏡》；以及作為倫敦英女王伊麗莎白二世奧林匹克公園永久藝術品的阿塞洛米塔爾軌道塔，2015年新設計的英國護照的英國文化標誌部分中則出現卡普爾的形象 。2016年，他被宣佈為列儂小野和平獎得主。
卡普爾在其藝術領域榮獲多項榮譽和獎項，被視為最當代影響力最鉅的雕塑家之一，除獲1990年第44屆威尼斯雙年展上的兩千獎、1991年的透納獎、泰特現代藝術館渦輪大廳委員會獎、2012年印度政府授予的莲花装勋章之外，以及因對視覺藝術的貢獻而榮獲2013年女王壽辰榮譽爵士稱號。2014年獲得牛津大学榮譽博士學位。此外，他因在當代藝術的貢獻而在2017年獲得創世獎。

## 早期生活與教育
卡普爾生於印度孟買，他的母親是伊拉克猶太人，父親則是旁遮普印度教徒。他的外祖父曾在浦那猶太會堂擔任領唱。當時，孟買猶太社區以巴格达犹太人為大多數。他的父親是一名水文地理学學家和應用物理學家，曾在印度海軍服役。其兄弟則為現任加拿大多倫多約克大學教授伊蘭·卡普爾。
卡普爾曾在台拉登的杜恩公學接受教育。1971年，他與其中一位兄弟移居以色列，最初居住在基布兹學習電機工程學，但在數學方面遇到困難，導致其在六個月後退出課程。1973年，他決定追求藝術之路。並前往英國切爾西美術學院（後來的切爾西藝術與設計學院）接受藝術訓練。在那裡，他受到保羅·尼古的啟發，這位藝術家為他的創作提供重要的指引。
卡普爾於1979年成為伍爾弗漢普頓大學的教職員工，並於1982年成為沃克美術館的駐村藝術家。自1980年代初以來，他一直在倫敦生活和工作。

## 職業生涯

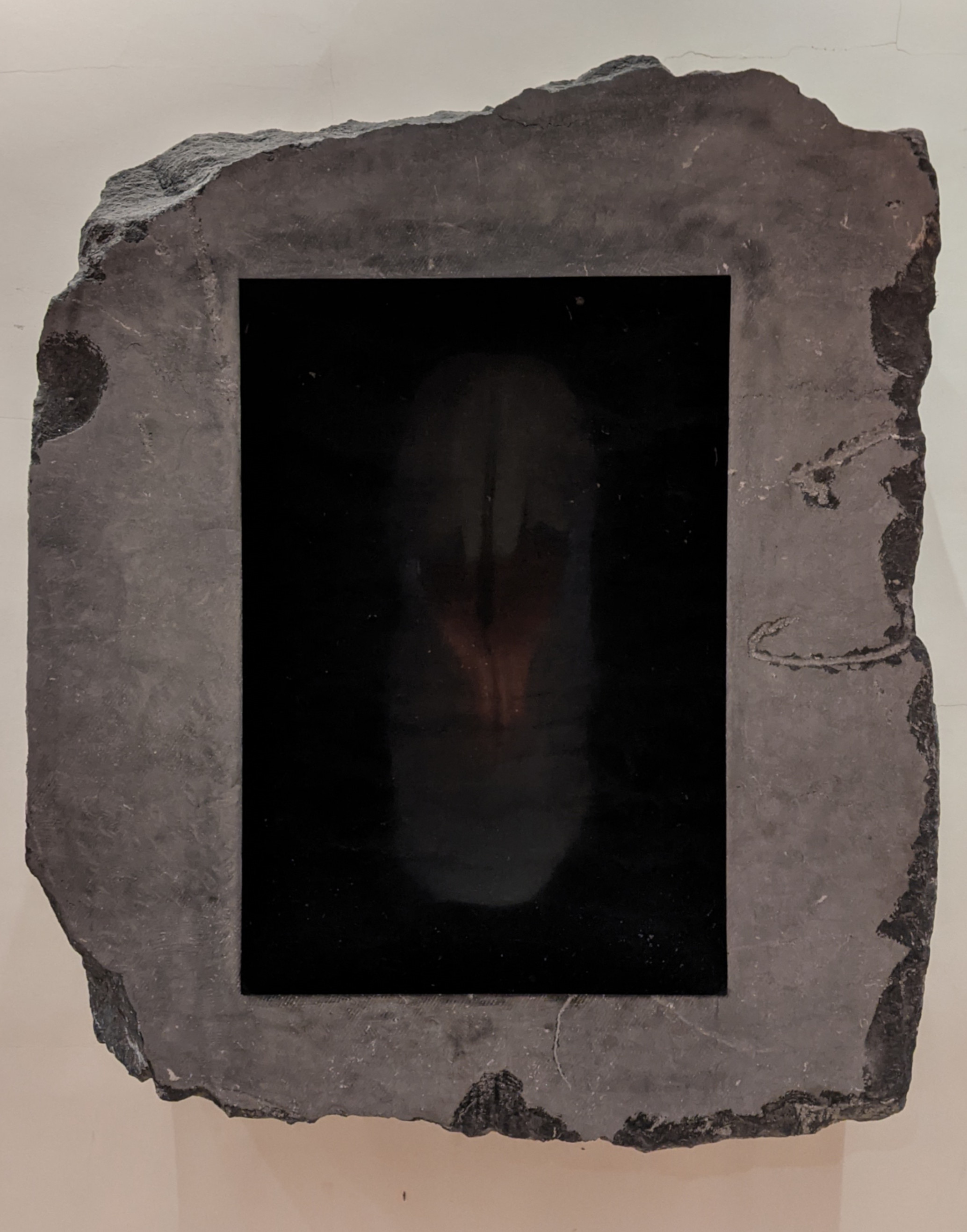
《大屠殺紀念館》，倫敦自由派猶太教堂典藏，1996年。

安尼什·米哈伊爾·卡普爾以在1980年代使用簡單材料，如花崗岩、石灰岩、大理石、颜料和石膏創作的幾何或生物形態雕塑而聞名。這些早期雕塑通常是簡單的彎曲形式，色彩單一、鮮豔，使用粉末顏料來定義和滲透形態。他曾這樣描述這些雕塑：「在製作顏料作品時，我想到它們都是互相形成的。因此，我決定給它們一個通用的標題，《千個名字》，意味著「无穷」，千是一個象徵性的數字。粉末作品坐在地板上或從牆上突出。地板上的粉末定義了地板的表面，物體似乎部分浸沒其中，就像冰山一樣。這似乎符合某種部分存在的想法......」。這些雕塑於1978年倫敦海沃德美術館的新雕塑展覽中首次展出。
在1980年代末和1990年代，卡普爾因其對物質和非物質的深入探索而受到讚譽，特別是在獨立的雕塑作品和裝置中喚起虛無感。他的許多雕塑似乎在遠處消失，深入地面或扭曲周圍的空間。1987年，他開始使用石頭進行創作。他後來的石造作品由實心的採石製成，其中許多具有雕刻的開口和空腔，通常在影射和玩弄二元性（土地-天空、物質-精神、光明-黑暗、可見-不可見、有意識-無意識、男性-女性、身體-心靈）方面。卡普爾對其表示：「最終，我談論的是我自己。並思考製造無物，我視之為虛空。但那其實是某物，即使它實際上是無物。」
自1995年以來，他開始採用高度反射的拋光不銹鋼表面。這些作品如同鏡子一般，反映或扭曲觀眾和周圍環境。在接下來的十年中，卡普爾的雕塑進入了對形式和空間更具野心的領域。他創作了一些大型作品，包括《塔拉坦塔拉》（Taratantara、1999年），一個35公尺的作品，安裝在英格蘭蓋茨黑德的波羅的海麵粉廠，該工廠後來改建為波羅的海當代藝術中心；以及《馬西亞斯》（2002年），一個由三個鋼環組成的大型作品，由一個單一的聚氯乙烯薄膜跨度連接，橫跨了泰特現代藝術館3,400平方英尺（320平方米）的渦輪大廳。卡普爾的《石中之眼》（挪威語：Øye i stein）則永久放置在挪威北部勒丁恩的峡湾岸邊，作為國際項目諾德蘭藝術景觀展示的一部分。在2000年，卡普爾的作品《抛物線水域》（Parabolic Waters）由快速旋轉的彩色水槽組成，展出在倫敦千禧巨蛋外。
紅蠟的使用也是其作品主要媒材的一部分，並喚起人們對於肉體、血液和變形的意象。在2007年，他展出了《自生者》（Svayambh、梵語翻譯為「自我生成」），一個1.5公尺高的紅色蠟塊沿著機械驅動軌道在南特美術館河口雙年展展出，這件作品隨後曾在慕尼黑、皇家艺术学院展出。卡普爾的一些作品模糊了建築和藝術之間的界線 。2008年，卡普爾為古根漢基金會在柏林和紐約創作了《記憶》，這是他採用耐候钢的第一件作品，其配方能夠生成一層防護性的鐵銹塗層。這件作品重24噸，由156個零件組成，讓人聯想到里查·塞拉巨大、生鏽的鋼作品，使觀眾進入感知上令人困惑的室內空間。

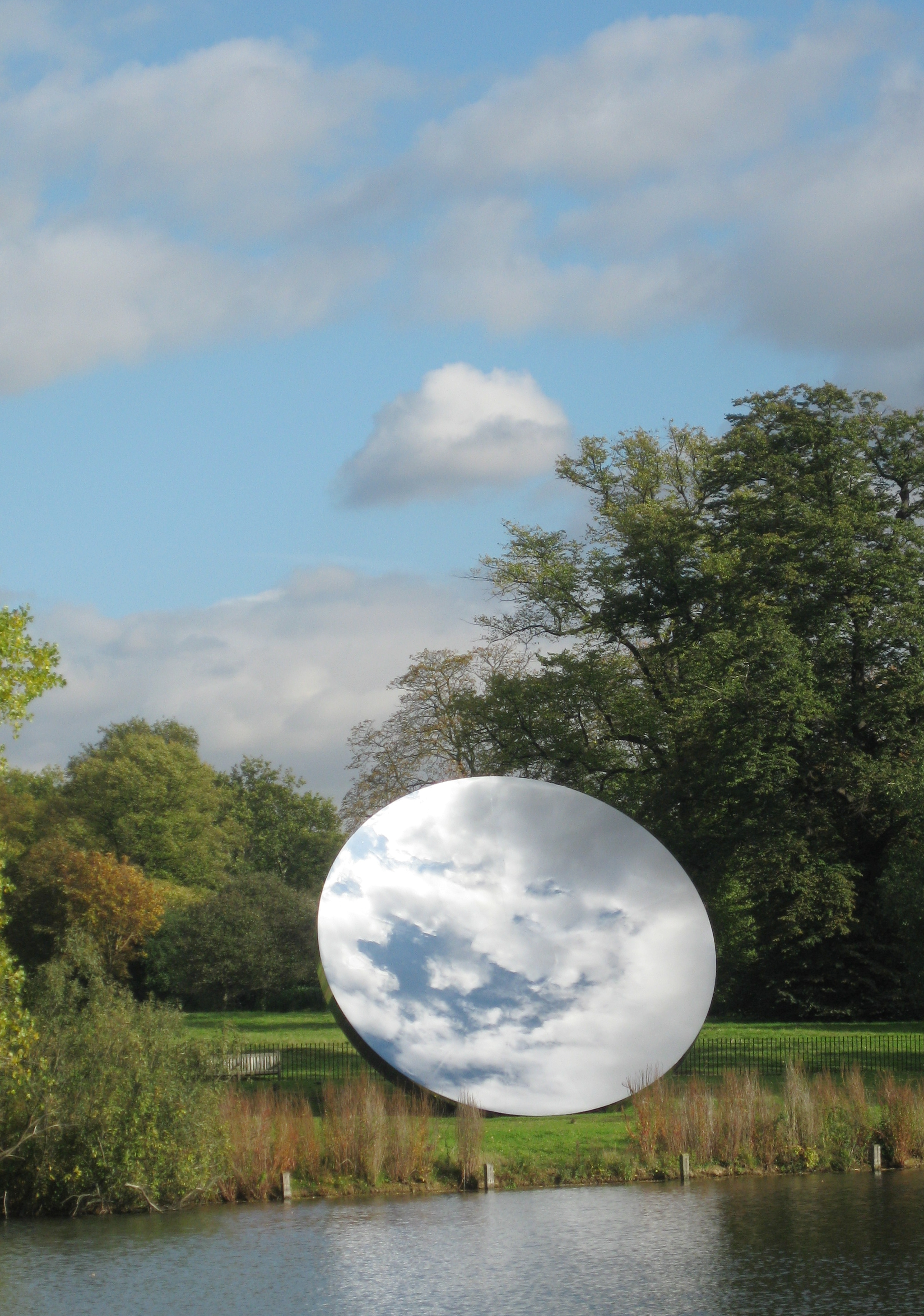
Sky Mirror

2009年，卡普爾成為布萊頓藝術節的首位客座藝術總監。在藝術節期間，他安裝了四座雕塑：位於英皇阁花園的《天空之鏡》、查特里的《C-Curve》及《Blood Relations》（與作家薩爾曼·魯西迪合作）；以及位於Fabrica畫廊的《千個名字》。此外，他還創作了一個大型的特定場地作品，名為《讓·達克的肢解》，以及一個基於表演的裝置作品：《Imagined Monochrome》。由於公眾反應過於熱烈，警方不得不重新將交通繞過《C-Curve》並實施人群控制。同年9月，卡普爾成為皇家藝術學院首位舉辦個展的現役藝術家。該展覽不僅回顧了他迄今為止的職業生涯，還包括一些新作品。其中包括《Non-Object》系列的鏡面作品、以前未曾展出的水泥雕塑，以及《從角落射擊》（Shooting into the Corner、一門將蠟彈射入畫廊角落的大砲）。此前在2009年1月，這些作品在維也納的MAK展出，展品具有戲劇性的存在感和聯想，同時延續了卡普爾對自製對象的興趣，因為蠟在畫廊的牆壁和地板上堆積，作品慢慢地流露出其形態。
2011年初，《利維坦》（Leviathan）成為巴黎大皇宫的年度紀念碑裝置作品。卡普爾將這件作品描述為：「單一的物體，單一的形式，單一的顏色...我的抱負是在大皇宮的中殿中創造一個對高度和明亮度作出反應的空間。參觀者將被邀請走進作品內，沉浸於色彩中，我希望這將是一種沉思和詩意的體驗。」卡普爾在米蘭蒸汽工廠展出了《骯髒的角落》（Dirty Corner）。這件作品完全佔據了該場地的「大教堂」空間，由一個巨大長60公尺，高8公尺的鋼鐵結構組成，參觀者可以進入其中。在內部逐漸失去對空間的感知，因為光線變得越來越暗，直到沒有光亮，迫使人們使用其他感官引導他們穿越空間。隧道的入口呈高腳杯形，內外表面呈圓形，與地面接觸最小。在展覽過程中，這件作品逐漸被一台大型機械裝置覆蓋約160立方米的土壤，形成一座尖銳的泥土山，而隧道似乎穿越其中。
2016年，他在墨西哥城墨西哥當代藝術大學館的藝術展獲得了成功，得到了來自凱瑟琳·蘭佩特、塞西莉亞·德爾加多和墨西哥作家帕布羅·索萊爾·弗羅斯特的文學貢獻。
卡普爾在2018年對美国全国步枪协会（NRA）提起訴訟。這個槍支游說組織在未經雕塑家同意的情況下使用了《雲門》的影像，最終該訴訟在庭外和解。卡普爾報告稱，和解協議包括將他的作品從NRA的影片中刪除，並表示「他們現在已經遵從了我們的要求，將我雕塑《雲門》的未經授權影像從他們可憎的影片中刪除，該視頻旨在在美國社會中宣揚恐懼、敵意和分裂」。

### 公共藝術
卡普爾早期的公共委託作品包括日本多摩川藝術線計劃的鑄鐵《山》，以及安裝在多倫多西姆科廣場的一件1995年無題作品，形似山峰。在2001年，他創作了一個大型的鏡面作品《天空之鏡》，安裝在諾丁漢劇院外的一個場地上，可以反映天空和周圍環境。自2006年以來，110噸的不銹鋼雕塑，《雲門》永久安裝在芝加哥的千禧公園。觀眾可以穿過雕塑，並仰望上方的肚臍「翁法洛斯」。
2006年秋天，第二個高達10米的《天空之鏡》被安裝在紐約市洛克菲勒中心。這件作品後來在2010年成為「翻轉世界」展覽的一部分，在倫敦肯辛顿花园展出，還包括其他三個重要的鏡像作品。
2009年，卡普爾為義大利波利諾國家公園創作了永久性的場地特定作品《地球電影院》（Earth Cinema），作為項目「另一個南方」的一部分。《地球電影院》是一個長45公尺、寬3公尺、深7公尺的深切地景，由混凝土和土壤製成。人們可以從兩側進入，沿著它走觀看其中的空虛地帶。該藝術品於2009年9月正式向公眾開放。
卡普爾受蒂斯谷再生公司的委託，製作了五件統稱為蒂斯谷巨人的公共藝術品，第一座雕塑《特梅諾斯》（Temenos）於2010年6月向公眾揭幕。該雕塑高50公尺，長110公尺，由一根拉緊在兩個巨大鋼箍之間的鋼絲網構成。儘管尺寸巨大，但它呈現出虛幻和不確定的形式。

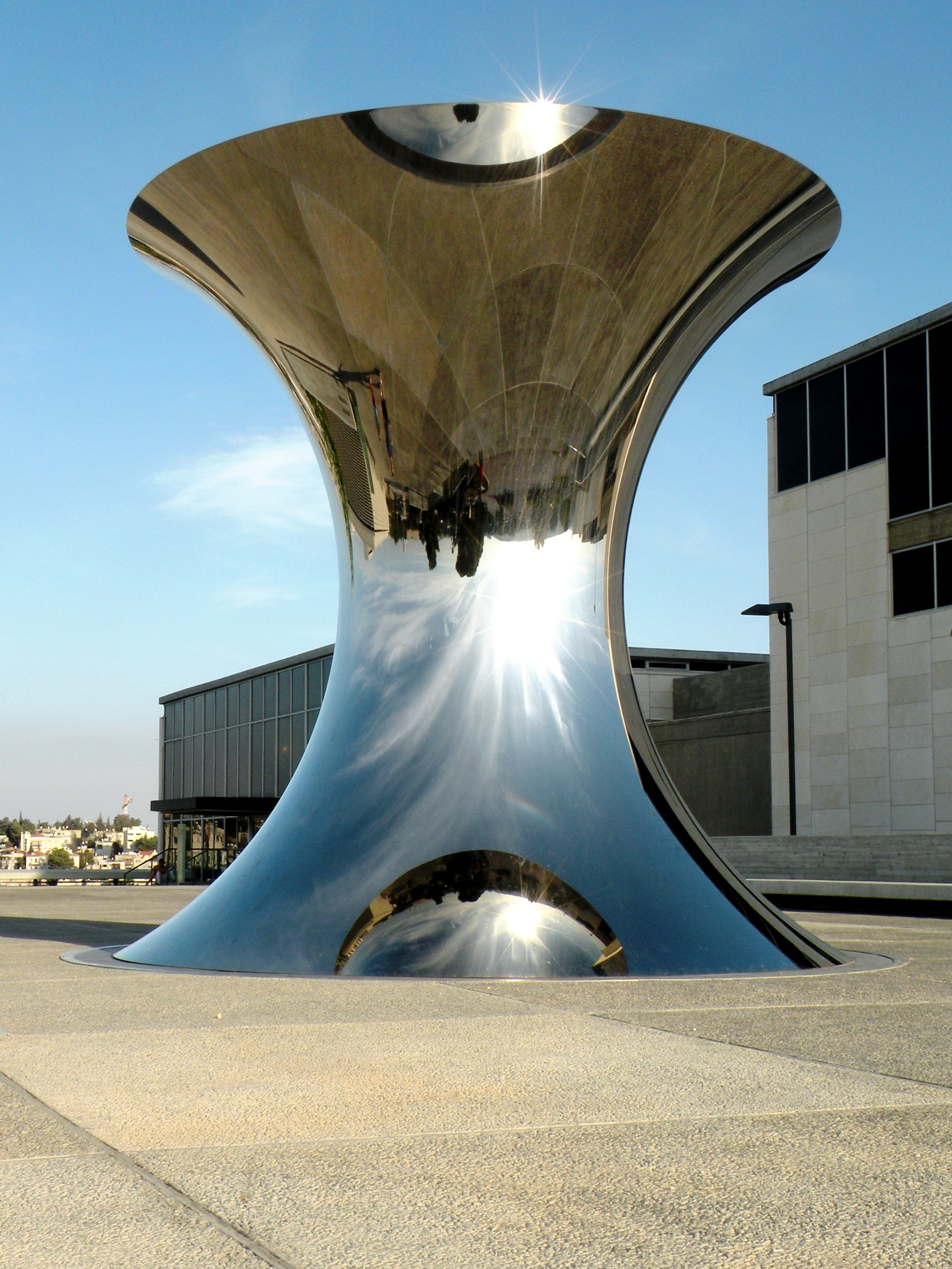
《翻轉世界》

2010年，《翻轉世界，耶路撒冷》被委託並安裝耶路撒冷以色列博物館。這座雕塑被描述為一個「16英尺高的拋光鋼沙漏」，它“反映和顛倒了耶路撒冷的天空和博物館的景觀，可能是對城市的天上和地上、神聖和俗世的二重性的一種引用。
大倫敦政府從五位藝術家的入圍名單中選擇卡普爾的《阿塞洛米塔爾軌道塔》雕塑，作為2012年夏季奥林匹克运动会奧林匹克公園的永久性藝術品，軌道塔高115公尺，與工程師塞西爾·巴爾蒙德共同合作規劃，是英國最高的雕塑。
在被問及與人們和地方的互動是否是成功的公共藝術的關鍵時，卡普爾表示：
我在思考世界上的神秘奇蹟，如同巴比倫空中花園和巴別塔。這就像集體意志創造出對個人層面有共鳴的東西，因此變成了神話。我可以聲稱將其作為一種思考方式的模型。藝術可以做到這一點，我將全力以赴。我想占領這片領土，但這片領土既是一種思想和思考方式，也是產生物體的上下文。

### 建築

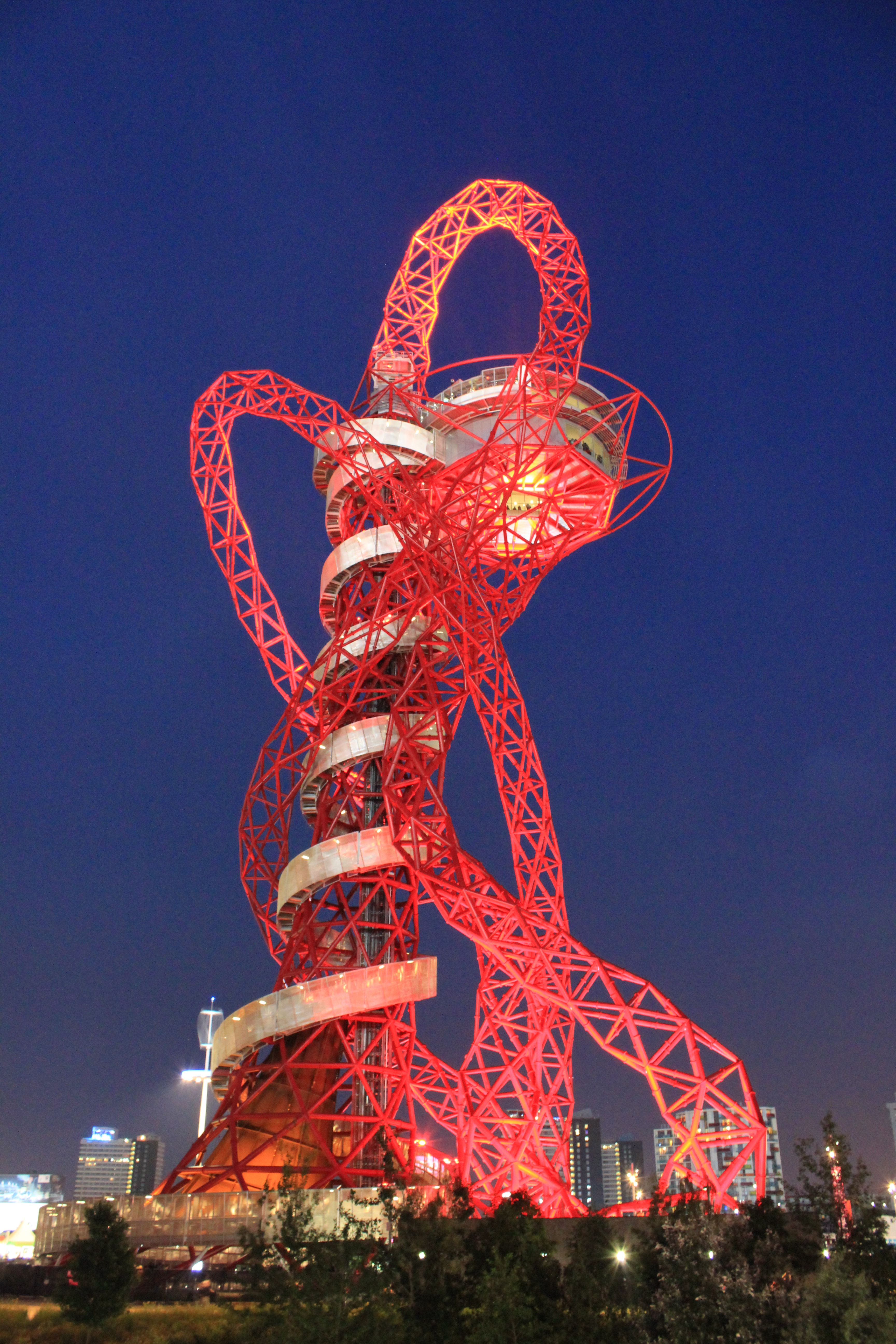
阿塞洛米塔爾軌道塔

在他的職業生涯中，卡普爾與建築師和工程師合作的項目非常廣泛。他表示，這一系列的作品既不是純粹的雕塑，也不是純粹的建築。
他的一些重要建築項目包括：
- 方舟新星（Ark Nova）：一個充氣音樂廳，在日本受地震影響的地區巡迴，與建築師磯崎新合作設計。[43]
- 肢解地點1（Dismemberment Site 1）[44]：安裝在紐西蘭企業家和藝術贊助人艾倫·吉布斯（英语：Alan Gibbs）擁有的吉布斯農場雕塑公園（英语：Gibbs_Farm）。
- 伦纳德街56号[45]：紐約，與建築師赫爾佐格和德梅隆合作。
- 那不勒斯的兩個地鐵站，分別位於蒙特聖安吉洛大學[46]和特拉伊亞諾，與未來系統（英语：Future Systems）合作。
- 千禧巨蛋未實現項目（1995年）：與菲利普·古繆奇安（Philip Gumuchdjian）合作。
- 為虛空而建（Building for a Void），為1992年世界博覽會創建，與大衛·康納（David Connor）合作。 [47]

對於那不勒斯車站的願景（截至2008年6月正在施工期間），卡普爾曾表示：
它非常像陰戶。巴黎或莫斯科地铁的傳統是地下的光之宮殿。我想做的恰恰相反-承認我們正在地下。所以很暗，我所做的是把隧道拉上來，像襪子一樣捲過來形成一個形狀。

### 文字創作合作
在與作家薩爾曼·魯西迪的合作項目中，卡普爾構思了一座雕塑，由兩個連接的青銅盒子組成，中間灌注紅色蠟，並在外部刻有魯西迪文本的前兩段。包括2006年的《血親》（Blood Relations）及一《一千零一夜》。

### 舞台設計
卡普爾設計了多個舞台佈景，包括2003年在格林德瓦上演的歌劇《依多美尼歐》、布魯塞爾皇家铸币局剧院的《佩利亞斯與梅麗桑德》以及一部名為《in-i》的舞蹈劇，與阿克拉姆·汗和茱麗葉·畢諾許合作，並在皇家國家劇院上演。

### 安尼什·卡普爾基金會
安尼什·卡普爾基金會成立於2017年，是一家在倫敦註冊的慈善機構。在2021年初，威尼斯市議會批准了將普留里曼夫林宮轉換為該基金會的展覽場地、藝術家工作室和存放該基金會收藏的一些藝術品的建築計劃。該項目將由威尼斯的FWR Associati和漢堡的Studio Una建築公司領導。

## 梵塔黑爭議
2014年，卡普爾開始採用名為「梵塔黑」的顏色，這是一種被認為是已知最不反光的物質之一。 梵塔黑S-VIS是一種可噴塗的油漆，使用隨機排列的碳奈米管，在可見光帶中具有極高的吸收率，被譽為「最黑的黑色」，並獨家授權給卡普爾的工作室進行藝術創作。 他對該材料的專利權在藝術界受到批評，但他為協議辯護說：「為什麼是獨家的？因為這是一種合作，因為我希望將其推向某種用途。多年來，我一直與製作不銹鋼製品的人合作，那也是獨家的。」
包括克里斯蒂安·弗爾和斯圖爾特·塞姆普爾在內的多名藝術家批評卡普爾，認為他挪用一種獨特的材料，排除了其他人的使用。 作為回應，塞姆普爾開發了一種稱為「最粉紅」的顏料，並專門提供給除了卡普爾和與他有關的人之外的所有人使用。塞姆普爾後來表示，這項舉措本身就是一種類似行為藝術的東西，並沒有預料到引起的關注如此多。 
2016年12月，卡普爾獲得了這種顏料，並在Instagram上發布了一張他的中指浸在塞姆普爾的「最粉紅」的照片。 塞姆普爾也開發了更多的產品作為反擊，包括「黑2.0」和「黑3.0」，它們被認為幾乎與梵塔黑的色澤相同，儘管採用了丙烯酸，以及「钻石尘」，一種由碎玻璃碴製成的極具反射性的閃粉作為材料，被設計成若卡普爾把手指浸在其中，就會受傷，這些產品的使用權則如「最粉紅」的規範一樣，僅有卡普爾被針對受到限制。

## 展覽

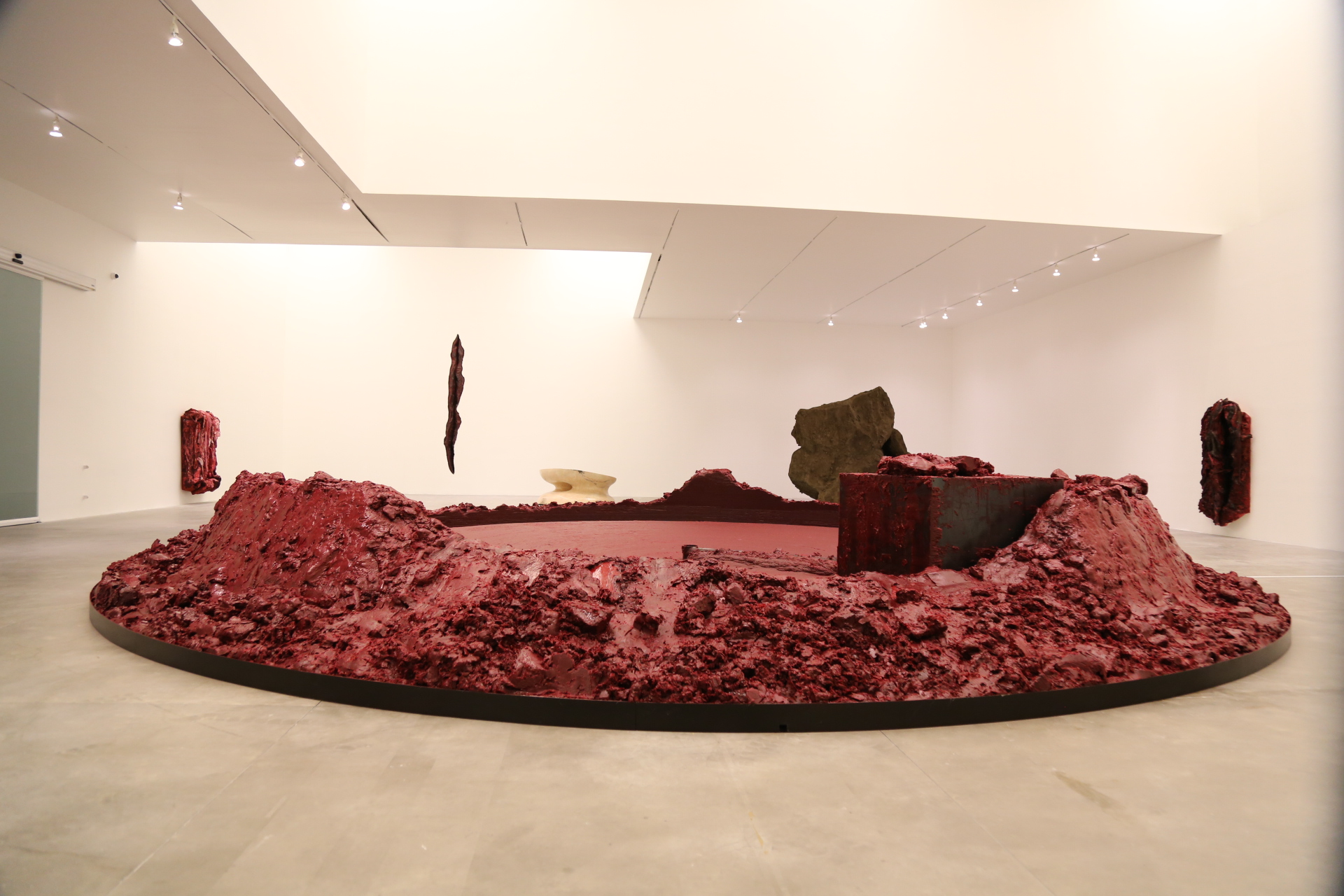
卡普爾在當代藝術大學博物館的展示品，2018年。

卡普爾最初作為新英國雕塑藝術場景的一部分，與英國雕塑家托尼·克拉格和理查德·迪肯一起進行展覽， 他的首次個展於1980年在巴黎的帕特麗斯·亞歷山德拉（Patrice Alexandra）舉辦[76]。 他在1990年威尼斯雙年展上代表英國獲得了廣泛認可[77]，並在薩拉·桑頓（Sarah Thornton）的《藝術世界七日》中講述了這一經歷。1992年，卡普爾以《建築下降入無底洞》參與了第九屆卡塞尔文献展。2004年，他參加了韓國光州廣域市的第五屆光州雙年展。此後，他的個展在倫敦的泰特藝術館和海沃德藝術館、瑞士巴塞爾美術館、馬德里索菲娅王后国家艺术中心博物馆、渥太華加拿大國立美術館、比利時當代藝術博物館（格蘭德霍努）、波爾多CAPC當代藝術美術館、巴西銀行文化中心以及畢爾巴鄂、紐約和柏林的古根漢美術館舉辦。
2008年，波士頓當代藝術研究所舉辦了卡普爾作品的首個中期職業回顧展。同年，卡普爾的作品《伊斯蘭之鏡》被安裝在西班牙穆尔西亚的聖克拉拉修道院所在的一座13世紀阿拉伯宮殿中。
2009年，卡普爾成為第一位在倫敦皇家藝術學院舉辦個人展的在世英國藝術家；該展覽吸引了275,000名參觀者，使其成為當時倫敦舉辦的有生之年藝術家最成功的展覽。然而在2017年被泰特現代藝術博物館舉辦的大卫·霍克尼展覽吸引的478,000名觀眾打破了紀錄。該展覽隨後移至畢爾巴鄂的古根漢姆博物館。2010年，卡普爾的回顧展在新德里的國家現代藝術畫廊（NGMA）和孟買的梅布布工作室舉辦，這是他在出生地印度首次舉辦展覽。
2011年，卡普爾在藝術委員會的「閃回」系列展覽中舉辦了個人巡迴展覽，5月，他在大皇宮展出了《利維坦》，並在米蘭同時舉辦展覽。 他於2012年12月至2013年4月在澳大利亞當代藝術博物館（MCA）舉辦展覽作為雪梨國際藝術節系列的一部分。
2015年，在凡爾賽宮展出的《骯髒的角落》因其「公然的性質」而引起爭議。 據報道，卡普爾本人將這件作品描述為「一位掌權的女王的陰道」。
2020年，卡普爾在诺福克郡霍爾廳庭院推出一場新展覽。這是卡普爾迄今規模最大的戶外雕塑展，包含21件雕塑，其中一些是以前未曾展出的雕塑及素描作品。
從2021年10月2日至2022年2月13日，他在牛津現代藝術博物館展了在疫情期間創作的繪畫作品。

## 收藏
卡普爾的作品廣泛被世界各地的博物館收藏，特別是現代藝術博物館、倫敦泰特現代美術館、米蘭普拉達基金會、新南威爾士美術館、毕尔巴鄂古根海姆美术馆、德邦當代藝術博物館、斯德哥爾摩當代美術館、金澤21世紀美術館、以色列博物館等地。

## 個人生活
1995年，卡普爾與德國出生的中世紀藝術史學家蘇珊·斯皮卡勒（Susanne Spicale）結婚。他們育有一女艾爾巴（Alba）和一子伊珊（Ishan），並居住在倫敦切爾西由建築師托尼·弗雷頓設計的房子裡。 
2009年，卡普爾以約360萬英鎊購得林肯律師學院廣場的一座1,450平方英尺（約1350平方米）的喬治亞風格住宅，並由戴维·奇普菲尔德重新設計。夫婦於2013年分居並離婚。後來，他與花園設計師蘇菲·沃克（Sophie Walker）結婚，沃克是卡普爾的前雕塑助手，在2013年兩人開始約會，夫婦現有一個女兒。。

## 獎項和榮譽
藝術榮譽
- 1990年：威尼斯雙年展兩千獎
- 1991年：透納獎
- 1999年：當選為皇家藝術院院士
- 2011年：高松宮殿下紀念世界文化獎

公民榮譽
- 2003年：大英帝國勳章（CBE、2003年女王壽辰榮譽名單2003_Birthday_Honours（英语：2003年女王壽辰榮譽名單2003_Birthday_Honours）
- 2011年：藝術與文學勳章
- 2012年：莲花装勋章
- 2013年：爵士勳位（2013年女王壽辰榮譽爵士（英语：2013_Birthday_Honours））

榮譽院士
- 1997年：倫敦藝術學院
- 1997年：利兹大学
- 1999年：伍爾弗漢普頓大學
- 2001年：英國皇家建築師協會

其他
- 2016年：列儂小野和平獎（英语：LennonOno_Grant_for_Peace）
- 2017年：創世獎（英语：Genesis Prize）

## 外部連結
- 维基共享资源上的相關多媒體資源：安尼施·卡普爾
- 维基语录上有关安尼施·卡普爾的语录
- 1 件作品，安尼施·卡普爾，Art UK